# 미키 토머스 (가수)
미키 토머스(Mickey Thomas, 1949년 12월 3일~)는 미국의 록 음악 가수 겸 싱어송라이터이며 기타리스트, 피아니스트 겸 작곡가로, 1965년에 기타리스트로 첫 데뷔하였다.
그는 1965년 싱어송라이터 엘빈 비숍(Elvin Bishop)의 앨범에 기타리스트와 배킹 보컬리스트로 참여하여 첫 데뷔를 하였으며, 이후 기타리스트 활동하다가 1976년 솔로 가수 정식 데뷔하였고, 1978년 제퍼슨 스타십(Jefferson Starship)에 기타리스트 가담하여 활동하다가, 1982년을 기하여 제퍼슨 스타십에서 물러났으며 이후 1984년 스타십(Starship)이라는 하드 록 음악 밴드를 결성하여 기타리스트 겸 보컬리스트 활동하였고, 이후로는 특히 스타십이라는 이 밴드에서 큰 유명세가 섞인 인기를 거두었다. 참고로 여담이기는 하지만 대한민국의 보컬 팝 음악 그룹 코리아나의 보컬리스트였던 탐 리(이승규)가 미국 음악 활동 시절에도 그와 부합한 수준의 가창력과 비주얼로 한때 이슈가 되었다.

## 유명세
그는 일반적으로 대한민국에서는 《We built this city》라는 노래 작품과 《Nothing's gonna stop us now》라는 노래 작품이 각각 대중적으로 히트한 하드 록 음악 밴드 스타십(Starship)의 프런트 보컬리스트로 널리 잘 알려져 있다.